# Smíš zůstat mrtev
Smíš zůstat mrtev je román Iva Fencla vydaný roku 2006 nakladatelstvím NAVA. Má 160 stran. Recenze byly většinou příznivé a kniha je rozebrána. První verzi knihy prosazoval v nakladatelství Hynek redaktor a spisovatel Jiří Navrátil už koncem devadesátých let, ale nakonec se rukopis ztratil a nakladatelství fakticky zaniklo. Nová verze je obsahově blízká ztracené (autor vyšel ze společné praverze), ale na radu kritika Vladimíra Novotného z ní byl vypuštěn celý předposlední díl, který dílo značně sunul ještě k silnější mystice. V těchto pasážích využila rodina hrdinů služebního vozu k odstranění Ivanou zavražděné postavy do hlubin jezírka nedaleko Bezvěrova, načež došlo k fantasknímu setkání hlavy rodiny a jeho nehmotného soka-ducha.
Smíš zůstat mrtev, jak byl vydán, je spíš delší prozaický text než román. Děj je vyprávěn v první osobě hrdinou, který je ale hned v první větě zavražděn zpočátku neznámým pachatelem, když předčítá ze svého díla. Očividným motivem pro napsání prózy Smíš zůstat mrtev byla sublimace nenaplněné lásky, přičemž vypravěč je autorovým alter egem. Fantaskní příběh lze chápat jako zřetelnou metaforu a alegorii. Text odkazuje k řadě klasickým duchařským příběhům vč. filmů a neviditelný svět prostupující naším světem je přiznaně vylíčen podle dvou klasických povídek H. G. Wellse (mj. Ukradené tělo). Zavražděný hrdina Lorenc se stává jakýmsi duchem na území mezi životem a smrtí, která mu není umožněna následkem přetrvávajícího citu k Ivaně. Tu sleduje i včetně její rodiny, ale chtěje pomáhat najde pouze nepatrné šance kontaktu prostřednictvím orgánu v mozku nazývaného šišinka. Nelze nepostřehnout, jak se „duchova“ erotická touha posune následkem situace spíše k lásce k Ivaně jako matce. Lorenc se v marné snaze po doteku a proniknutí Ivanou stane novým plodem v hrdinčině těle a má dokonce pocit, že chtěl být takto milován už původně. Nemá se stát třetím Ivaniným synem, ale její první dcerou, přičemž autorem slibovaný druhý díl má být líčen jejíma očima a s jejími záblesky vzpomínek na předchozí život „v Lorencovi“. Kniha se odehrává v prostředí noční pošty a „voyeurským“ způsobem sleduje i život šťastné mladé rodiny. Navzdory poetickému charakteru těží text z velice pečlivé percepce asi 30 titulů pojednávajících o životě po smrti (vč. prvků ze známé knihy Raymonda Moodyho). Z této literatury autor vybral jen to, co mu připadalo nepravděpodobnější, a líčí jedinou verzi přechodu mezi životem a smrtí bez jakékoli alternativy, kterých jsou plny tyto místy nepříliš věrohodné prameny sestávající často z výpovědí svědků, kteří „se vrátili“ ze stavu klinické smrti či tzv. Moodyho tunelu.
Provokativní složkou prózy pak je symbolická figura Ivanou zavražděného revizora a hrobníka v jedné osobě. Navzdory jistě možným výhradám, které si ale kritici většinou odpustili, jde o bez jakýchkoli postranních či komerčních úmyslů vzniklý text, o kterém se autor domnívá, že už v jeho životě nemůže být zřejmě ničím překonán. Kniha získala roku 2007 „Čestné uznání Ceny Bohumila Polana“, což představovalo druhé místo v roce, kdy se v téže kategorii ještě hodnotila i poezie, která tehdy také vyhrála. Z dnešního hlediska, kdy byly těžko souměřitelné kategorie už odděleny, by tedy byla kniha první.
Fabulačně se v podstatě jedná o (poněkud "doslovnou") variantu tzv. románu ztracených iluzí.   
Zjara 2024 Fencl román přepracoval a rozšířil o třetí část, kniha vyšla v jiném nakladatelství s ilustracemi a obálkou Filipa Randáka.   

## O knize
- Jan Nejedlý: Sám sobě doupětem (Plž 7/1. 3. 2007, převzato z Portálu české literatury 22. 1. 2007 =http://www.czechlit.cz/nove-knihy/7057-smis-zustat-mrtev/%5B%5D)
- Zdenko Pavelka (Salon 25. 1. 2007)
- Bedřiška Brůhová (Plzeňský deník 26. 2. 2007)
- Dan Faltýnek: I když půjdu roklí šeré smrti (Ikarie 5/30. 4. 2007 =https://web.archive.org/web/20080529014920/http://ikarie.cz/kniha/i-kdyz-pujdu-rokli-sere-smrti--)
- Dagmar Kuncová: Tajné přání paní Ivany (Plž 6/1. 6. 2007)
- Ivana Blahutová: Zůstat milován aneb Láskou dlážděná cesta do postmodernosti (Obrys-Kmen 2. 2. 2008 =http://www.obrys-kmen.cz/index.php?rok=2008&cis=05&cl=02)